# Sidi Ali Belkassem
Sidi Ali Belkassem (àrab سيدي علي بلقاسم) és una comuna rural de la província de Taourirt de la regió de L'Oriental. Segons el cens de 2014 tenia una població total de 14.984 persones.